# Parque nacional del Monte Kenia
El Parque Nacional y el bosque natural del Monte Kenia, fundado en 1949, protege la zona alrededor del Monte Kenia, la segunda montaña más alta de África. El área del parque es reserva forestal de 1.300 km², siendo 715 km² por encima de los 3.000 m de altitud. 
Fue declarado en 1978 reserva de la biosfera y también Patrimonio de la Humanidad por la Unesco en el año 1997.